# Ginjinha

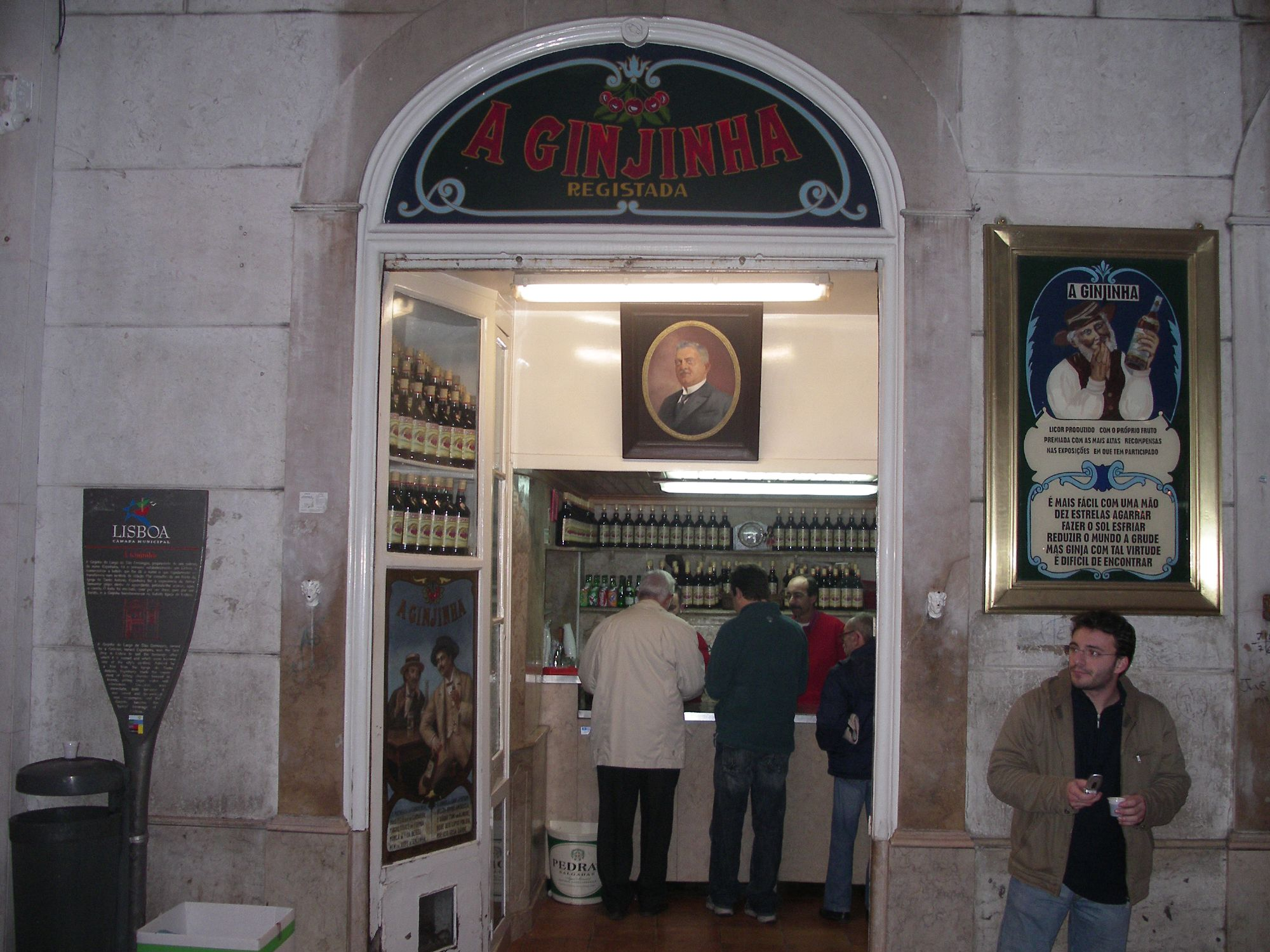
Estabelecimento de ginjinha, em Lisboa.

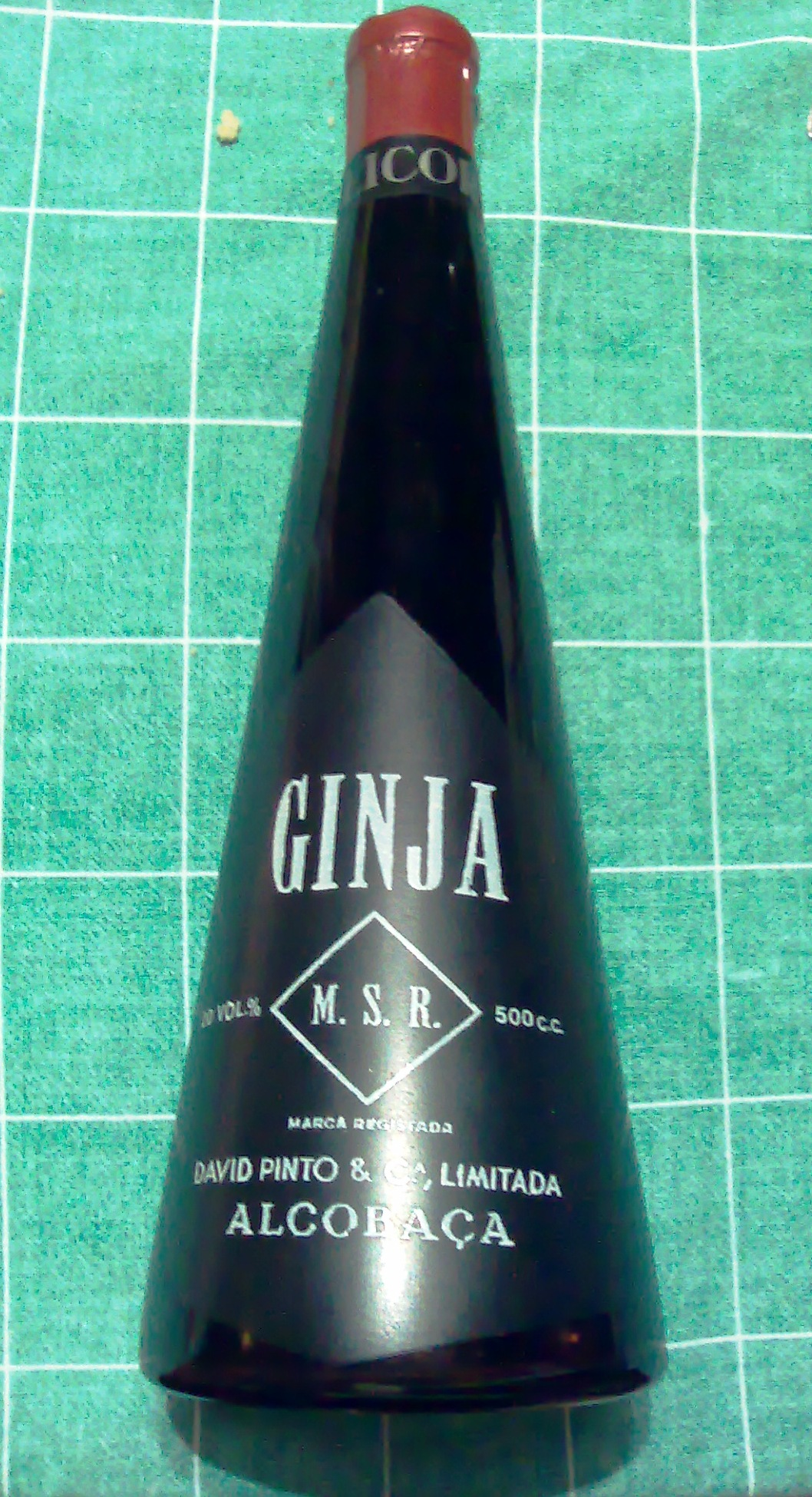
Garrafa de ginja de Alcobaça.

Ginjinha, ou simplesmente ginja, é um licor obtido a partir da maceração da fruta da ginja (nome científico Prunus cerasus), similar à cereja, muito popular em Portugal, especialmente em Lisboa, em Óbidos, em Alcobaça e no Algarve.
É costume servi-la com uma fruta curtida no fundo do copo, popularmente dito "com elas", ou, quando pura, "sem elas".

## Estabelecimentos especializados (Lisboa)
- Ginjinha Espinheira, fundada em 1840 pelo galego Francisco Espinheira — Largo de São Domingos.
- Ginjinha Sem Rival, fundada em 1890 — Rua das Portas de Santo Antão.
- Ginjinha Rubi, fundada em 1931 — Rua de Barros Queirós.
- Ginginha do Carmo, fundada em 2011 — Calçada do Carmo.

## Ginja de Alcobaça
Na cidade de Alcobaça, produz-se desde 1930 o licor de Ginja M.S.R., segundo um processo artesanal, usando ginjas frescas, colhidas na região, que outrora se encontrava intimamente ligada à Ordem de Cister.
A receita actual do licor inspira-se em receitas antigas dos monges de Cister, usando apenas produtos naturais, sem quaisquer conservantes artificais.
Possui uma cor rubi, com um sabor intenso a ginja, podendo ser consumido a qualquer momento ou no fim de uma refeição, como digestivo.

## Ginja de Óbidos
O processo de produção começa nos ginjais da região, onde o fruto é colhido na fase certa de maturação. Após um processo de maceração que dura no mínimo um ano, é extraído o licor decorrente do processo sem recorrer a corantes ou conservantes artificiais. [carece de fontes?]